# Grote Prijs van de Etruskische Kust 2009
De Grote Prijs van de Etruskische Kust 2009 (Italiaans: Gran Premio Costa degli Etruschi 2009) was een wielrenwedstrijd die werd gehouden op zaterdag 7 februari in Italië. De wedstrijd ging van San Vincenzo naar Donoratico. De wedstrijd liep uit op een massasprint, waarin Alessandro Petacchi voor de vierde keer de beste was.

## Uitslag
1997 · 1998 · 1999 · 2000 · 2001 · 2002 · 2003 · 2004 · 2005 · 2006 · 2007 · 2008 · 2009 · 2010 · 2011 · 2012 · 2013 · 2014 · 2015 · 2016 · 2017